# Лазарев, Владимир Яковлевич
Владимир Яковлевич Лазарев (настоящая фамилия Лазарев-Мильдон; 26 января 1936, Харьков, Харьковская область, Украинская ССР, СССР — 7 мая 2024, Санта-Клара, Калифорния, США) — русский поэт, прозаик и публицист, историк культуры, автор многих книг, написанных в разных жанрах. Автор текстов для ряда эстрадных песен, в том числе автор слов марша «Прощание славянки». Член Союза писателей СССР (1963).

## Биография
Сын Якова Лазаревича Лазарева-Мильдона (при рождении Яков Лейзорович Мильдон, 7 февраля 1900 — не ранее 1937), уроженца Одессы, помощника директора по найму и увольнению рабочей силы Харьковского завода № 183 имени Коминтерна. Составитель ряда поэтических антологий, московских сборников «День поэзии» 1981 и 1986 годов. Печатался в журналах «Вестник русского христианского движения», «Новый журнал». Многие его стихи были положены на музыку и стали широко известными песнями, в частности, песня «Мне приснился шум дождя» на музыку Евгения Доги, написанная после рассказа Виталия Севастьянова о том, что ему на орбите чудился шум дождя и запах мокрой травы, и принесшая всесоюзную популярность её исполнительнице Надежде Чепраге (в дуэте с Владиславом Конновым на «Песне-77» и «Голубом огоньке») стала своеобразным гимном космонавтов.
С августа 1999 года проживал в городе Маунтин-Вью, Калифорния, США. Скончался 7 мая 2024 года в Санта-Кларе, Калифорния, США. Похоронен в городе Пало-Алто на кладбище Альта-Меса.

### Семья
Жена — Ольга Эрастовна Туганова, историк-американист. Пасынок — Александр Туганов, проживает в Сан-Франциско (США).
Двоюродный брат — Валерий Ильич (Гилелевич) Мильдон (род. 1939), филолог и киновед, доктор филологических наук, профессор кафедры эстетики, истории и теории культуры ВГИК.

## Творчество

### Песни
- А я болею за «Динамо» (Л. Лядова) — Людмила Лядова
- Белая черёмуха (Л. Лядова) — Сергей Захаров, Ренат Ибрагимов
- Без вины виноватые (Л. Лядова) — Эмин Бабаев
- Берёзы (М. Фрадкин) — Геннадий Белов, Николай Гнатюк, Владимир Трошин, КрАПП
- Будет радуга (Е. Жарковский) — Людмила Зыкина
- Вальс Людмила (Л. Лядова) — Людмила Лядова и Виктор Арбузов
- Возвращение любви (В. Рубашевский) — Мария Лукач
- Всегда со мной моя Россия (С. Туликов) — Геннадий Белов
- Встречи и прощания (А. Цфасман) — Муслим Магомаев
- Давай помолчим (Е. Жарковский) — Клавдия Шульженко
- Дальние дали (Е. Дога) — Алла Пугачёва
- Долгое лето (П. Аедоницкий) — Лев Лещенко, Тамара Миансарова, Нина Пантелеева
- Есть ли память у любви (Е. Жарковский) — Геннадий Белов
- Ещё раз о письмах (А. Экимян) — Майя Кристалинская
- Женщина (Л. Лядова) — Ксения Георгиади, Валентина Дворянинова, Алла Иошпе и Стахан Рахимов, Майя Кристалинская, Анна Литвиненко, Людмила Лядова, Галина Невара, Нина Пантелеева, Валентина Толкунова
- Живи, Москва (Л. Лядова) — Владимир Трошин
- Здравствуй, «Спутник» (П.Аедоницкий) — вокальный квартет «Аккорд»
- Земная красота (Л. Лядова) — Т. Духнич, Евгений Поликанин, Заур Тутов
- Как не любить мне эту землю (В. Левашов) — Людмила Зыкина, Алексей Покровский, Александра Стрельченко
- Кодры Молдовы (Е. Дога) — Надежда Чепрага
- Крымский вечер (Ю. Саульский) — София Ротару
- Листопад (С. Туликов) — Майя Кристалинская
- Любовь к Отчизне (В. Левашов) — Юрий Богатиков
- Любовь не гаснет первая (М. Фрадкин) — Олег Ухналёв
- Мальчишкам снятся бригантины (В. Махлянкин) — Вадим Мулерман
- Маршал Жуков (Л. Лядова) — Людмила Лядова, Владимир Трошин
- Мне приснился шум дождя (Е. Дога) — Надежда Чепрага и Владислав Коннов
- Мой город (Е. Дога) — София Ротару
- Морская невеста (Е. Жарковский) — Валентина Толкунова
- Московская метель (Е. Жарковский) — Светлана Резанова
- Мужество (Я. Френкель) — Игорь Сластенко
- Мы люди ленинского века (С. Туликов) — Артур Эйзен
- На семи ветрах (М. Фрадкин) — Людмила Зыкина
- На твоём пути (Г. Фиртич) — Вера Артюх
- Не горюй, подруженька (Л. Лядова) — Людмила Лядова
- Не остуди своё сердце, сынок (В. Мигуля) — Юрий Богатиков, Ярослав Евдокимов, Лев Лещенко, Виктор Мамонов
- Ночной разговор (М. Фрадкин) — Людмила Гурченко, Лариса Долина, Лариса Макарская, Дмитрий Ромашков, Сергей Яковенко
- Парижская мелодия (О. Фельцман) — Лев Лещенко
- Первый причал (П. Аедоницкий) — Владислав Лынковский
- Песни русские сходятся (Ю. Бирюков) — Леонид Шумский
- Песня о счастье (М. Фрадкин) — Людмила Гурченко, Галина Ненашева
- Письма (П. Аедоницкий) — Эдуард Хиль, Майя Кристалинская
- Пройду весь свет (М. Фрадкин) — Эдуард Хиль
- Родной голос (Л. Лядова) — Ольга Воронец, Людмила Симонова
- Россия (Л. Лядова) — Юрий Богатиков
- Рыцари Великой Революции (А. Флярковский) — Людмила Симонова и Борис Добрин
- Русская песня (В. Левашов) — КрАПП, сол. Василий Штефуца
- Русское поле (Р. Мануков) — Людмила Зыкина
- Сергею Есенину (Л. Лядова) — Юрий Богатиков, Игорь Сластенко
- Сестра ты моя, Ока (В. Левашов) — Геннадий Белов
- Сказка о любви (Л. Лядова) — Тамара Миансарова
- Слово матери (Л. Лядова) — Иосиф Кобзон
- Солдатское письмо (М. Фрадкин) — из к/ф «Первый день мира» (1959 г.)
- Споём и помолчим немного (Л. Афанасьев) — Олег Анофриев
- Сто ветров (Р. Мануков) — Владимир Макаров
- Счастливая мелодия (Л. Лядова) — Людмила Лядова
- Сын Отечества (С. Туликов) — Леонид Харитонов и КрАПП
- Там, на берегу (К. Орбелян) — Георгий Минасян, Н. Синельникова
- Тишина в городке (М. Фрадкин) — Муслим Магомаев
- Тоска по родине (М. Фрадкин) — Борис Кузнецов и Лев Полосин
- Ты промчи меня, зима (С. Туликов) — Зинаида Кириллова, Нина Крылова, Анна Литвиненко, Людмила Рюмина
- Ты спой с нами песню (М.Парцхаладзе)
- Чем я не хорош? (А. Бабаджанян) — Ара Бабаджанян (сын Арно Бабаджаняна)
- Что ты знаешь про снег? (М. Фрадкин) — Иосиф Кобзон
- Шум берёз (К. Орбелян) — Виктор Вуячич, Муслим Магомаев, Раиса Мкртычан, Галина Ненашева, Галина Улётова, Илья Кузьмин, Дмитрий Хворостовский
- Я верну тебе колечко (Р. Мануков) — Елена Камбурова
- Я пошёл за улыбкой (П. Аедоницкий) — Олег Анофриев
- Я — Россия (Л. Лядова) — Ольга Воронец
- Японский журавлик (С. Туликов) — Галина Ненашева
- Ясные светлые глаза (Р. Мануков) — Алла Пугачёва

### Произведения
- Перед встречей: Стихи — Тула, 1956.
- Рукопожатие: Стихи. — Тула, 1959.
- Люблю: Стихи. — Тула, 1962.
- Беспокойство: Невыдуманные рассказы. — Тула, 1963.
- Утро начинается с улыбки: Маленькие повести. — Тула, 1965.
- Мальчишкам снятся бригантины...: Повесть. — М., 1966 (в соавторстве с Е. П. Волковым).
- Не спят березы: Стихи. — Тула, 1966.
- Семь цветов надежды: Стихи. — М., 1966.
- Два апрельских рассвета: Стихи. — Тула, 1967.
- Хождение не за три моря: Очерки и рассказы. — Тула, 1969.
- Письма с Растеряевой улицы: Современные комментарии к книге Г. Успенского «Нравы Растеряевой улицы». — Тула, 1970.
- Тульские истории. — Тула, 1977.
- Сокровенная жизнь: Повести. — М., 1978.
- Брат милосердия: Стихи. — М., 1982.
- Уроки Василия Жуковского: Очерки о великом русском поэте. — М., 1984.
- Всем миром: Повести и рассказы. — М., 1987.
- Литературно-философское сочинение «Круг понятий». — М., 1994 (в соавторстве с О. А. Тугановой).
- На перетоке времен: Стихи. — Нью-Йорк, 2006.

Пьесы (в соавторстве с О. А. Тугановой):
- Хроника семьи Коллинз.
- Мартин неприкаянный и другие.
- Станция Алёша.

### Публикации обАндрее Тимофеевиче Болотове
- Лазарев, В.Я. Тульские истории. — Тула: Приок. кн. изд-во, 1977. — 348 с.

- Лазарев, В.Я. Жизнь и приключения Андрея Болотова // Альманах библиофила. Вып. IV. — М.: Книга, 1977. — С. 182—188.

- Лазарев, В.Я. Сокровенная жизнь: Повести. — М.: Современник, 1978. — 224 с.

- Лазарев, В.Я. Жизнь и приключения Андрея Болотова // Встречи с книгой. — М.: Книга, 1979. — С. 130—147.

- Лазарев, В.Я. Не распалась связь времён (Л.Н. Толстой и А.Т. Болотов, В.А. Жуковский и А.Т. Болотов) // Альманах библиофила. Вып. IX. — М.: Книга, 1980. — С. 118—123.

- Лазарев В.Я. Всем миром: Повести и рассказы. — М.: Советская Россия, 1987. — 304 с.

- Лазарев В., Толмачёв А. Новые страницы жизни и приключений Андрея Тимофеевича Болотова: Предисловие к публикации «Болотов А. Т. Письма к сыну» // Наше наследие. 1988. № 11. — С. 45-47.

## Общественная деятельность
- Председатель Совета содействия библиотечному делу Советского фонда культуры (с 1988).
- Председатель Общественного комитета спасения Российской государственной библиотеки (1995).
- Инициатор создания научно-просветительского общества «Лосевские беседы» и Центра русской религиозно-философской мысли «Дом А. Ф. Лосева».
- Член Попечительского совета музеев Л. Н. Толстого в России.

## Память
28 июля 2024 года в трапезной Храма Пресвятой Богородицы (Менло-Парк, Калифорния) был организован вечер памяти Владимира Яковлевича Лазарева.
Литературный и личный архив В. Я. Лазарева хранится в Гуверовском институте войны, революции и мира, входящий в систему Стэнфордского университета.